# Amastus ochraceator
Amastus ochraceator là một loài bướm đêm thuộc phân họ Arctiinae, họ Erebidae.